# Archiv Flashpoint
Archiv Flashpoint (dříve BlueMaxima's Flashpoint) je archivační projekt, který umožňuje hraní webových her, animací a dalších obecných bohatých internetových aplikací v zabezpečeném formátu poté, co všechny hlavní prohlížeče koncem roku 2010 odstranily nativní podporu zásuvných modulů NPAPI / PPAPI. Projekt obsahuje více než 200 000 aplikací z více než 120 zásuvných modulů prohlížeče, zejména Adobe Flash, které lze nainstalovat a hrát pomocí dodaného spouštěče Flashpoint Launcher a souvisejících nástrojů.

## Historie
Projekt inicioval Australan Ben „BlueMaxima“ Latimore na konci roku 2017, původně jako součást samostatného projektu Archive Team. Od té doby projekt vyvinul spouštěč pro přehrávání archivovaných her a animací a dosáhl celkové velikosti 1,68 TB. Projekt umožňuje hrát hry prostřednictvím proxy serveru, který přijímá a blokuje jakékoliv potřebné webové požadavky a volání, čímž obchází veškeré DRM, které se spoléhá na web. BlueMaxima odstoupil z čela projektu na začátku roku 2023, aby se mohl věnovat jiným projektům, včetně dokončení knihy věnované rané historii webových her pojmenované po Flashpointu.

## Podporované pluginy
Ačkoli je pojmenován podle Flash obsahu, který tvoří většinu archivovaných položek, zachována jsou i média využívající další ukončené webové pluginy, včetně Shockwave, Microsoft Silverlight, Java appletů a webového přehrávače Unity, stejně jako softwarové frameworky, jako je ActiveX. Další aktuálně používané webové technologie jsou také zachovány ve Flashpointu, například HTML5 . Od Flashpointu 14 je na seznamu 137 webových technologií, které jsou zachovány.

## Zákonnost
Zákonnost projektu byla označena za „nejasnou“, ale tvůrci, kteří nechtějí, aby jejich hry byly do projektu zařazeny, mohou požádat o jejich odstranění. Herní vývojář Nitrome své hry z archivu v roce 2020 odstranil, protože plánoval hry předělat v HTML5.

## Edice
V současné době jsou vydány dvě edice hry Flashpointu, Infinity a Ultimate. Infinity je oficiální spouštěč, který pro uživatele stahuje a spravuje hry, což představuje alternativu ke stahování celého archivu. Ultimate obsahuje všechny archivované hry a animace a je určena pro archiváře. Starší verze spouštěče obsahovaly také edici Core, což byla verze s omezeným obsahem, která byla určena kurátorům pro přidávání her do archivu. Ta byla od Flashpointu 12 začleněna do Infinity jako samostatný režim.

## Ohlas
Flashpoint získal uznání za svou oddanost projektu a zachování webových her. Flashpoint také vedl k vytvoření podobného projektu, Kahvibreak, který se věnuje zachování Java mobilních her používaných na tlačítkových telefonech na začátku 21. století.